# Rebelión de Fujian

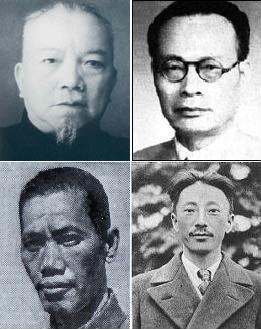
Líderes principales del Gobierno Popular de Fujian

El Gobierno Popular de Fujian, también escrito como Gobierno Popular de Fukien, es el nombre por el que se conoce comúnmente al Gobierno Revolucionario Popular de la República de China (1933–1934) (en chino tradicional, 中華共和國人民革命政府; pinyin, Zhōnghuá Gònghéguó Rénmín Gémìng Zhèngfǔ), también conocido como el Gobierno Popular de Fujian (en chino simplificado, 福建人民革命政府; pinyin, Fújiàn Rénmín Zhèngfǔ), fue un breve gobierno anti-Kuomintang en la provincia de Fujian de la República de China (1912-1949). La rebelión que condujo a su surgimiento y caída se conoce como el Incidente de Fujian (en chino simplificado, 閩變; pinyin, Mǐnbiàn o en chino simplificado, 福建事變; pinyin, Fújiàn Shìbiàn) o menos comúnmente, como la Rebelión de Fujian.

## Trasfondo

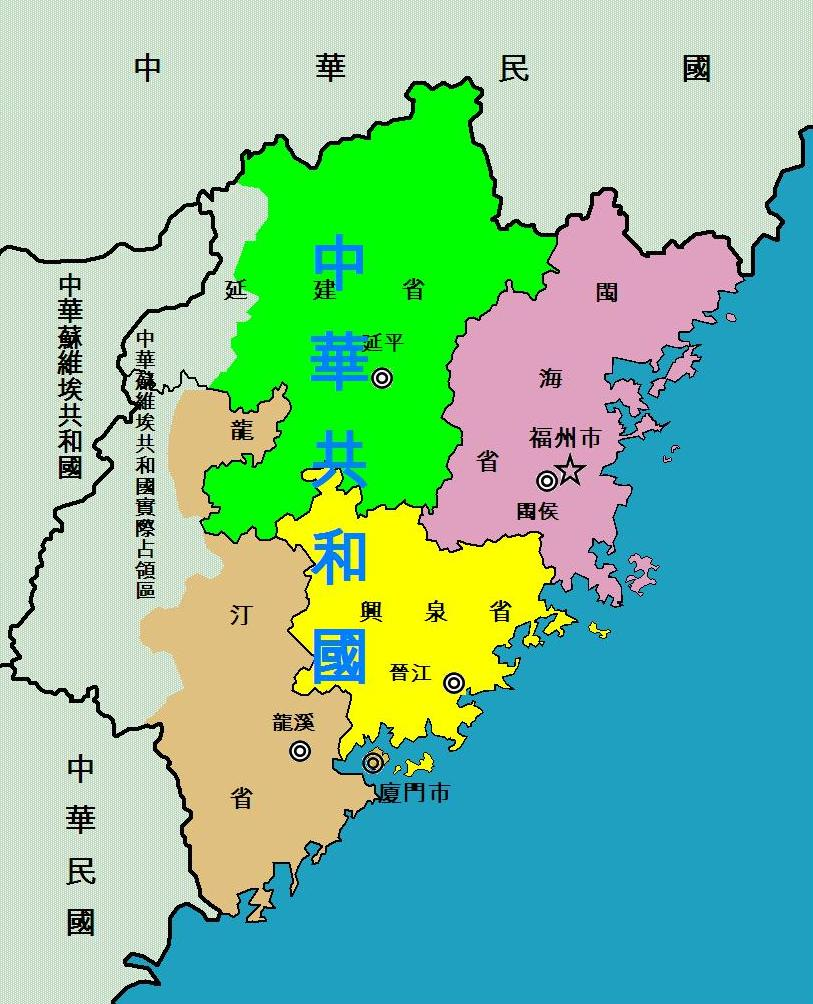
Mapa de las divisiones administrativas del Gobierno Popular de Fujian

En noviembre de 1933, algunos jefes del 19.º Ejército, perteneciente al Ejército Nacional Revolucionario —incluyendo a Cai Tingkai, Chen Mingshu y Jiang Guangnai, quienes habían ganado prestigio por su papel en el Incidente del 28 de enero— fueron desplegados en el sur de China para reprimir una rebelión comunista. En lugar de eso, negociaron la paz con los rebeldes. 
En alianza con otras fuerzas del Kuomintang comandadas por Li Jishen (李濟深), el 19.º Ejército rompió con Chiang Kai-shek y tomó control de Fujian, donde se hallaban estacionados, y el 22 de noviembre de 1933, proclamaron un nuevo gobierno. El Jefe de dicho gobierno fue Li Jishen, Eugene Chen (陳友仁) era el ministro de Exterior, Jiang Guangnai era el ministro de Finanzas y Cai Tingkai era el líder militar y gobernador de la Provincia de Fujian.

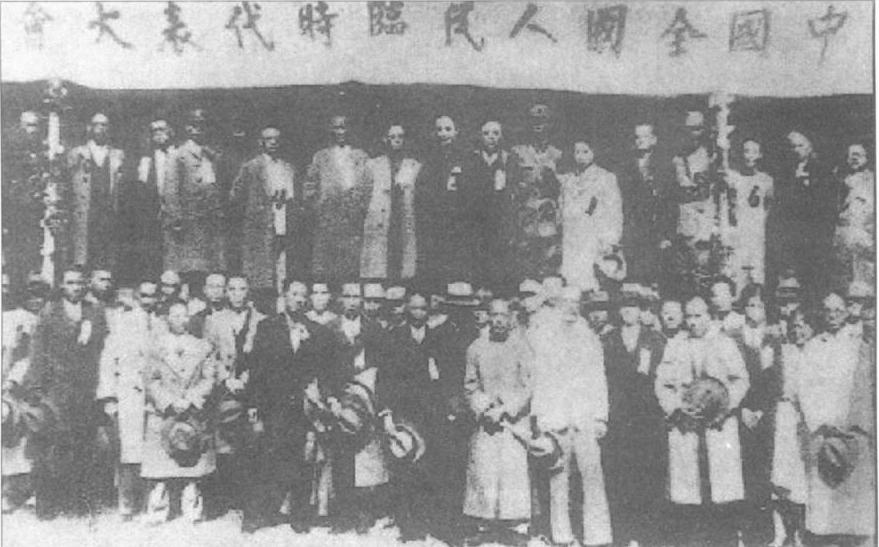
Diputados del Congreso Nacional Provisional del Pueblo Chino

Su bandera era roja, simbolizando al proletariado, y azul, simbolizando al campesinado, con una estrella amarilla en el centro simbolizando la gloriosa unidad de la Clase trabajadora. El nombre del nuevo estado era la "República de China" (en chino: 中華|共和國), siendo su año fundacional el año uno. El 19.º Ejército fue renombrado como "Ejército Popular Revolucionario".
Chen Mingshu encabezó al recién creado Partido del Pueblo Productivo, mientras tuvo el apoyo del "Tercer Partido". El Partido de la Juventud China consideró la posibilidad de apoyarlos, pero fue relegado debido a su izquierdismo y falta de sustentabilidad real. 
Inicialmente, la rebelión tuvo apoyo popular entre los habitantes de Fujian, pero la necesidad de imponer elevados impuestos para financiar a las tropas hizo declinar rápidamente su popularidad. Además, la decisión del nuevo gobierno de romper la continuidad creando una nueva bandera, nuevos símbolos y la remoción ocasional de los retratos del reverenciado líder Dr. Sun Yat-sen causó descontento en muchos lugares. 
Tras haber observado pacientemente la situación, la Nueva camarilla de Guangxi rechazó apoyar a los rebeldes. Se esperaba que Feng Yuxiang apoyara abiertamente la rebelión, pero este permaneció en silencio. Chen Jitang y Hu Hanmin simpatizaban con sus objetivos, pero los condenaron por dividir el país. La rebelión tuvo muy poco apoyo por el temor de que estallara una nueva guerra civil al mismo tiempo que la invasión japonesa.
Los rebeldes estuvieron motivados por, entre otras cosas, desacuerdos personales con Chiang Kai-shek, la oposición al supuesto "apaciguamiento" de Japón y la asignación de una provincia por entonces relativamente pobre de Fujian. Los objetivos del nuevo gobierno eran derrocar el Gobierno del Kuomintang en Nankín, varias reformas sociales y políticas y una resistencia más decidida a la interferencia extranjera en China. 
La rebelión detuvo temporalmente a la campaña del gobierno central Quinta Campaña Circular en el sureste de China. Sin embargo, la ayuda prometida a la rebelión por el Partido Comunista Chino y el Soviet de Jiangxi no pudo materializarse debido a la oposición de los 28 Bolcheviques, provocando el principio del fin de la rebelión.
El Kuomintang primero respondió a la rebelión con ataques aéreos y, en enero de 1934, lanzó una ofensiva terrestre que condujo rápidamente a la derrota del otrora prestigioso 19.º Ejército. El 13 de enero de 1934, el gobierno fue derrocado y sus líderes huyeron o desertaron a las fuerzas de Chiang Kai-shek.